# Valle-d’Alesani
Valle-d’Alesani település Franciaországban, Haute-Corse megyében. Lakosainak száma 118 fő (2022. január 1.). Valle-d’Alesani Felce, Ortale, Perelli, Piazzali, Sant’Andréa-di-Cotone, Santa-Reparata-di-Moriani és Tarrano községekkel határos.

## Népesség
A település népessége az elmúlt években az alábbi módon változott:
| Lakosok száma | 250  | 192  | 142  | 141  | 128  | 121  | 109  | 107  | 107  | 118  |
|               | 1968 | 1982 | 1990 | 2006 | 2013 | 2015 | 2017 | 2019 | 2020 | 2022 |